# شارلوته مورغان
شارلوته مورغان (بالإنجليزية: Charlotte Morgan)‏ هي لاعبة كرة لينة أمريكية، ولدت في 5 يونيو 1988 في ريفرسايد في الولايات المتحدة.